# Un fou et un sage
Un fou et un sage est la vingt-deuxième fable du livre XII de Jean de La Fontaine situé dans le troisième et dernier recueil des Fables de La Fontaine, édité pour la première fois en 1693 mais daté de 1694.

## Texte de la fable
Certain Fou poursuivait à coups de pierre un Sage.

Le Sage se retourne, et lui dit : Mon ami,

C'est fort bien fait à toi, reçois cet écu-ci :

Tu fatigues assez pour gagner davantage.

Toute peine, dit-on, est digne de loyer.

Vois cet homme qui passe, il a de quoi payer :

Adresse-lui tes dons, ils auront leur salaire.

Amorcé par le gain, notre Fou s'en va faire

        Même insulte à l'autre Bourgeois.

On ne le paya pas en argent cette fois.

Maint Estafier accourt : on vous happe notre homme,

       On vous l'échine, on vous l'assomme.

       Auprès des Rois il est de pareils Fous :

       A vos dépens ils font rire le Maître.

       Pour réprimer leur babil, irez-vous

       Les maltraiter ? Vous n'êtes pas peut-être

       Assez puissant. Il faut les engager

       A s'adresser à qui peut se venger.
— Jean de La Fontaine, Fables de La Fontaine, Un fou et un sage, texte établi par Jean-Pierre Collinet, Fables, contes et nouvelles, Gallimard, « Bibliothèque de la Pléiade », 1991, p. 496